# Parafia Zwiastowania i św. Mikołaja w Clermont-Ferrand
Parafia Zwiastowania i św. Mikołaja – etnicznie grecka parafia prawosławna w Clermont-Ferrand. 